# 田灣邨
田灣邨（英語：Tin Wan Estate）是香港房屋委員會轄下的公共屋邨之一，項目編號為HK14RR，位於香港島南區田灣。
鴻福苑（英語：Hung Fuk Court），是香港的一個居屋屋苑，位於田灣邨東南面，是居屋計劃第十八期乙的屋苑。

## 歷史
田灣邨舊稱田灣徙置區，或通稱「田灣新區」，由徙置事務處興建，以安置受香港仔涌尾明渠工程影響的漁民。原本興建了15座第三型徙置大廈，於1965年落成。於1991年至1992年期間，為配合整體重建計劃，田灣邨原有15座舊式公屋陸續清拆重建，居民主要獲安置到華貴邨。
重建後的田灣邨共設五座，原訂於1997年9月完工，但因工程進度延誤而延至1998年3月落成，主要收容舊石排灣邨居民。
值得一提的是，田灣邨亦是全港最後一個在屋宇設備房採用鐵門的公共屋邨，而同期落成的其他屋邨已改用不銹鋼製設備房門。

## 屋邨資料

### 現時樓宇

#### 田灣邨
| 樓宇名稱（座號）        | 門牌號碼   | 樓宇類型                  | 落成年份 | 層數 | 每層伙數 | 單位總數（伙） | 承建商                     | 承建商   | 提供升降機的廠商 |
| ----------------------- | ---------- | ------------------------- | -------- | ---- | -------- | -------------- | -------------------------- | -------- | ---------------- |
| 田麗樓（第1座）         | 田灣街17號 | 和諧一型第六款 （第三代） | 1998年   | 38   | 20       | 759            | 協興-百勤聯營 （土地平整） | 中國建築 | GoldStar         |
| 田澤樓（第2座）         | 田灣街17號 | 和諧一型第六款 （第三代） | 1998年   | 38   | 20       | 759            | 協興-百勤聯營 （土地平整） | 中國建築 | GoldStar         |
| 田健樓（第3座）         | 田灣街17號 | 和諧一型第五款 （第三代） | 1998年   | 38   | 20       | 759            | 協興-百勤聯營 （土地平整） | 中國建築 | GoldStar         |
| 田康樓（第4座）         | 田灣街17號 | 和諧一型第五款 （第三代） | 1998年   | 38   | 20       | 759            | 協興-百勤聯營 （土地平整） | 中國建築 | GoldStar         |
| 田灣邨長者住屋（第7座） | 田灣街26號 | 長者住屋及服務設施大樓    | 1998年   | 3    | 43       | 129            | 協興-百勤聯營 （土地平整） | 俊和集團 | 奧的斯           |

#### 鴻福苑
鴻福苑設兩座大廈，提供700伙單位，分別實用面積407方呎兩房戶；和559方呎及645方呎的三房單位。屋苑在1997年入伙，為居屋計劃第18期乙的屋苑。
| 樓宇名稱（座號）     | 門牌號碼    | 樓宇類型 | 落成年份 | 樓宇層數 | 每層伙數 | 單位數目（伙） | 承建商   | 提供升降機的廠商 |
| -------------------- | ----------- | -------- | -------- | -------- | -------- | -------------- | -------- | ---------------- |
| 鴻麗閣（A座／第5座） | 田灣新街4號 | 新十字型 | 1997年   | 35       | 10       | 350            | 禮頓建築 | 迅達             |
| 鴻澤閣（B座／第6座） | 田灣新街2號 | 新十字型 | 1997年   | 35       | 10       | 350            | 禮頓建築 | 迅達             |

### 歷代樓宇
| 重建前的田灣邨 | 重建前的田灣邨 | 重建前的田灣邨 | 重建前的田灣邨 | 重建前的田灣邨     | 重建前的田灣邨 |
| 樓宇座號       | 樓宇類型       | 落成年份       | 拆卸年份       | 重建後原地所屬樓宇 | 安置屋邨       |
| -------------- | -------------- | -------------- | -------------- | ------------------ | -------------- |
| 第1座          | 第三型         | 1965年         | 1992年         | 田康樓             | 華貴邨         |
| 第2座          | 第三型         | 1965年         | 1992年         | 田健樓對出車路     | 華貴邨         |
| 第3座          | 第三型         | 1965年         | 1992年         | 田澤樓對出車路     | 華貴邨         |
| 第4座          | 第三型         | 1965年         | 1992年         | 田麗樓             | 華貴邨         |
| 第5座          | 第三型         | 1965年         | 1992年         | 田麗樓             | 華貴邨         |
| 第6座          | 第三型         | 1965年         | 1992年         | 聖公會田灣始南小學 | 華貴邨         |
| 第7座          | 第三型         | 1965年         | 1992年         | 聖公會田灣始南小學 | 華貴邨         |
| 第8座          | 第三型         | 1965年         | 1991年         | 聖公會田灣始南小學 | 華貴邨         |
| 第9座          | 第三型         | 1965年         | 1991年         | （待查）           | 華貴邨         |
| 第10座         | 第三型         | 1965年         | 1991年         | 鴻福苑             | 華貴邨         |
| 第11座         | 第三型         | 1965年         | 1991年         | 鴻福苑             | 華貴邨         |
| 第12座         | 第三型         | 1965年         | 1991年         | 田灣邨長者住屋     | 華貴邨         |
| 第13座         | 第三型         | 1965年         | 1991年         | 田灣商場           | 華貴邨         |
| 第14座         | 第三型         | 1965年         | 1991年         | 田灣商場           | 華貴邨         |
| 第15座         | 第三型         | 1965年         | 1991年         | 田灣邨遊樂場       | 華貴邨         |

## 設施

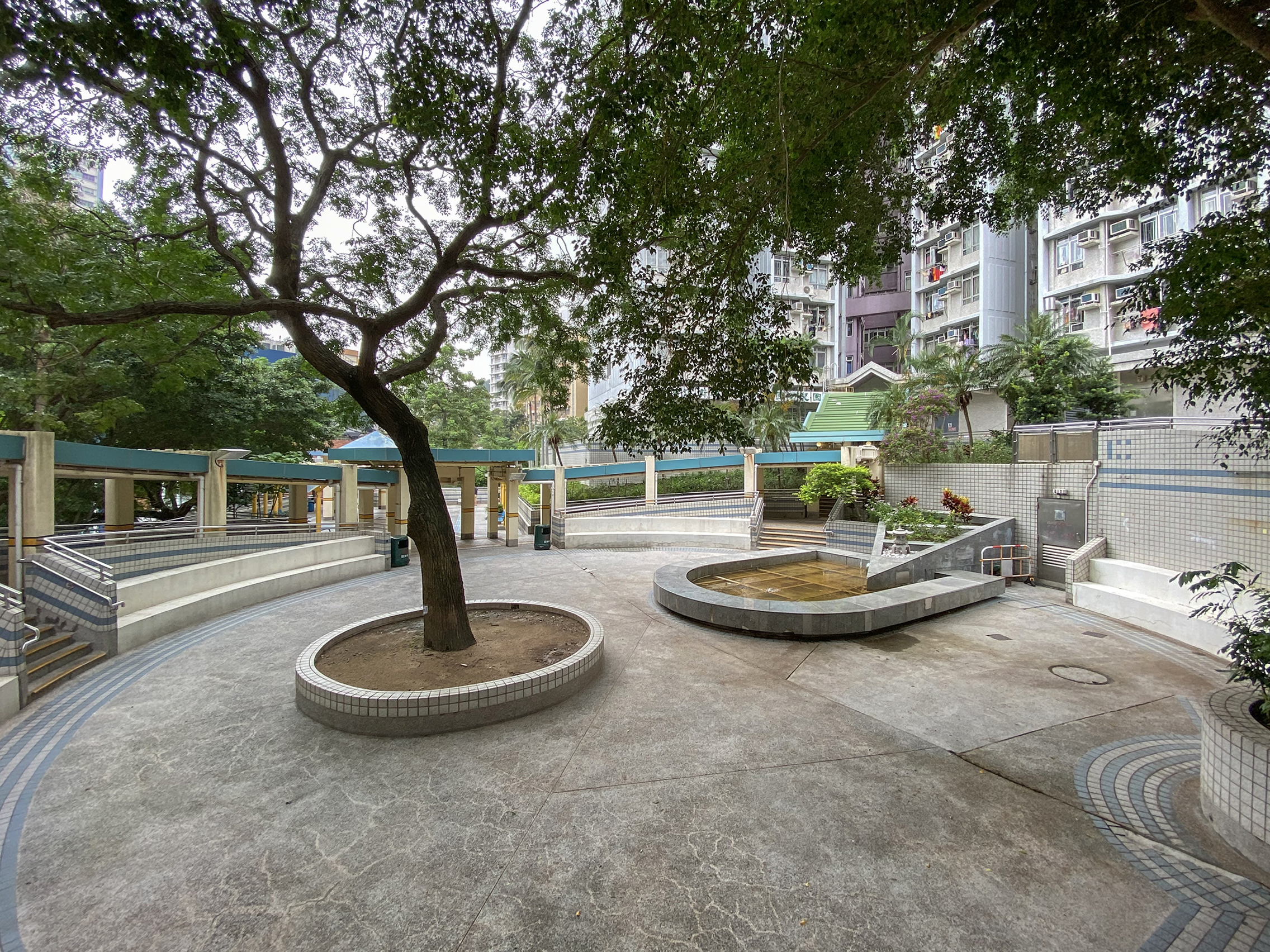
屋邨入口廣場設水池

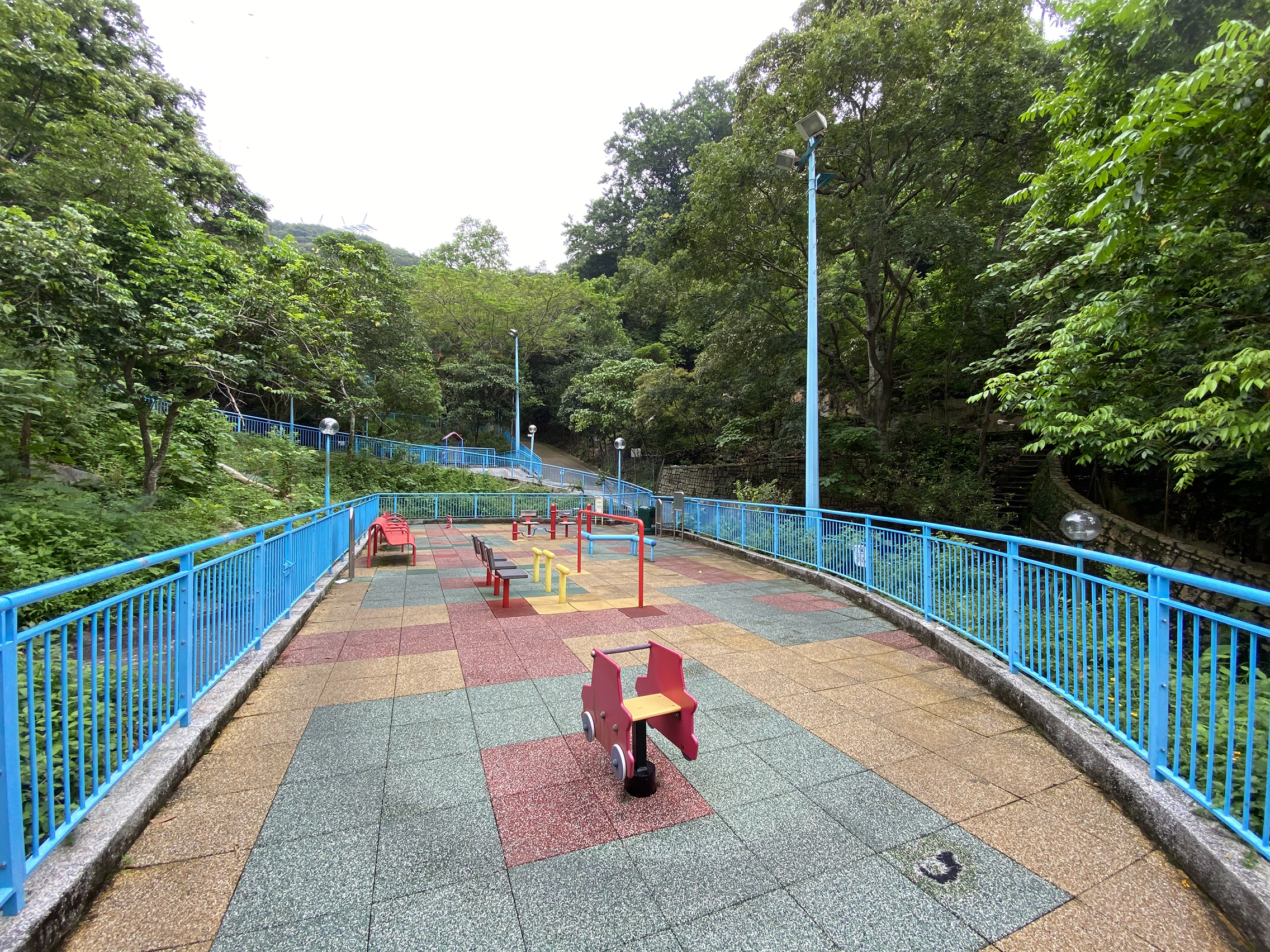
邨內部份康樂設施設置在山上

邨內大部份康樂設施，包括兒童遊樂場、健體區、卵石路步行徑和籃球場設置在山上，居民需要上大斜路才能到達。而其餘3個兒童遊樂場，棋藝區和羽毛球場在大廈旁。

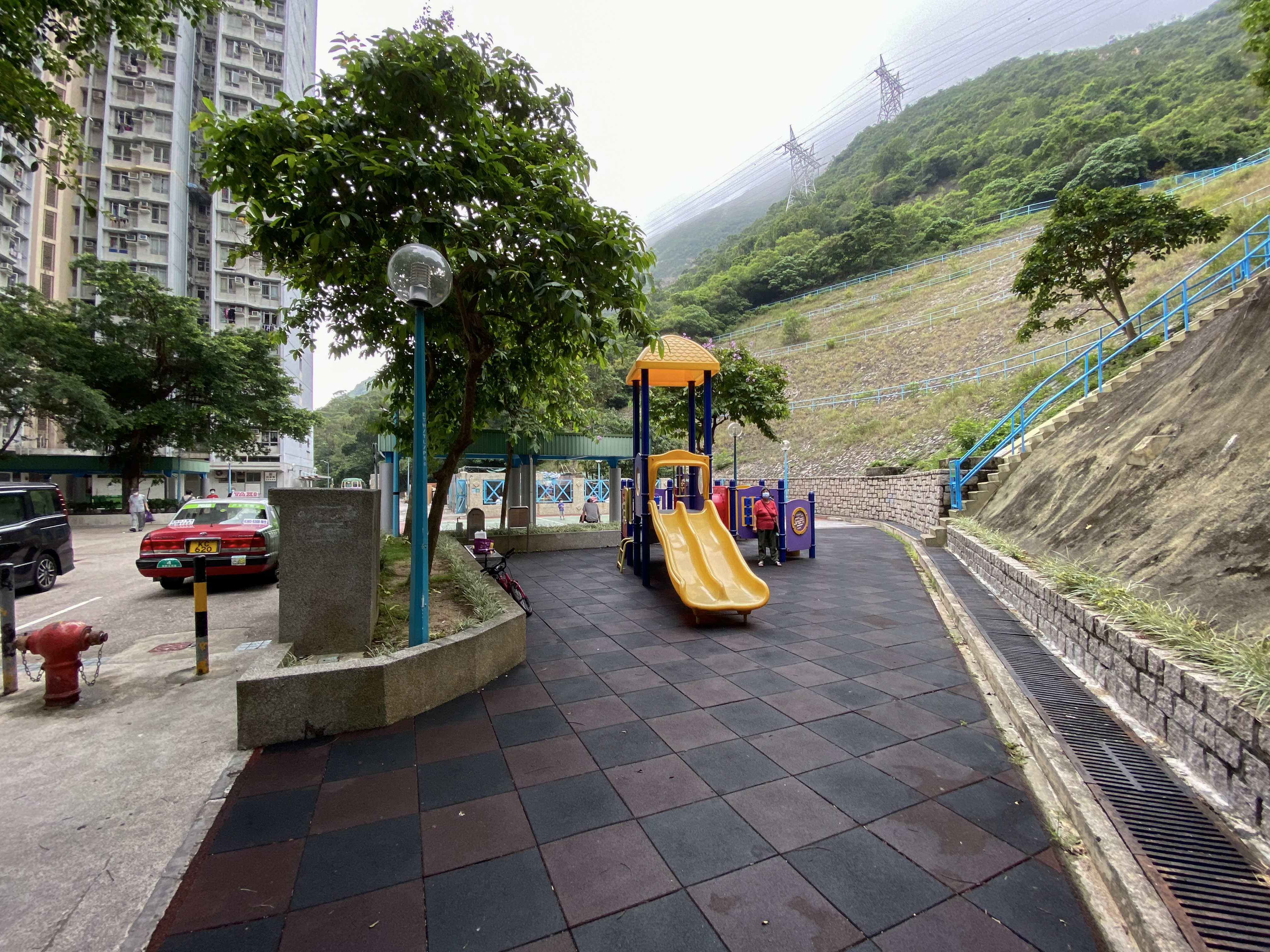
兒童遊樂場
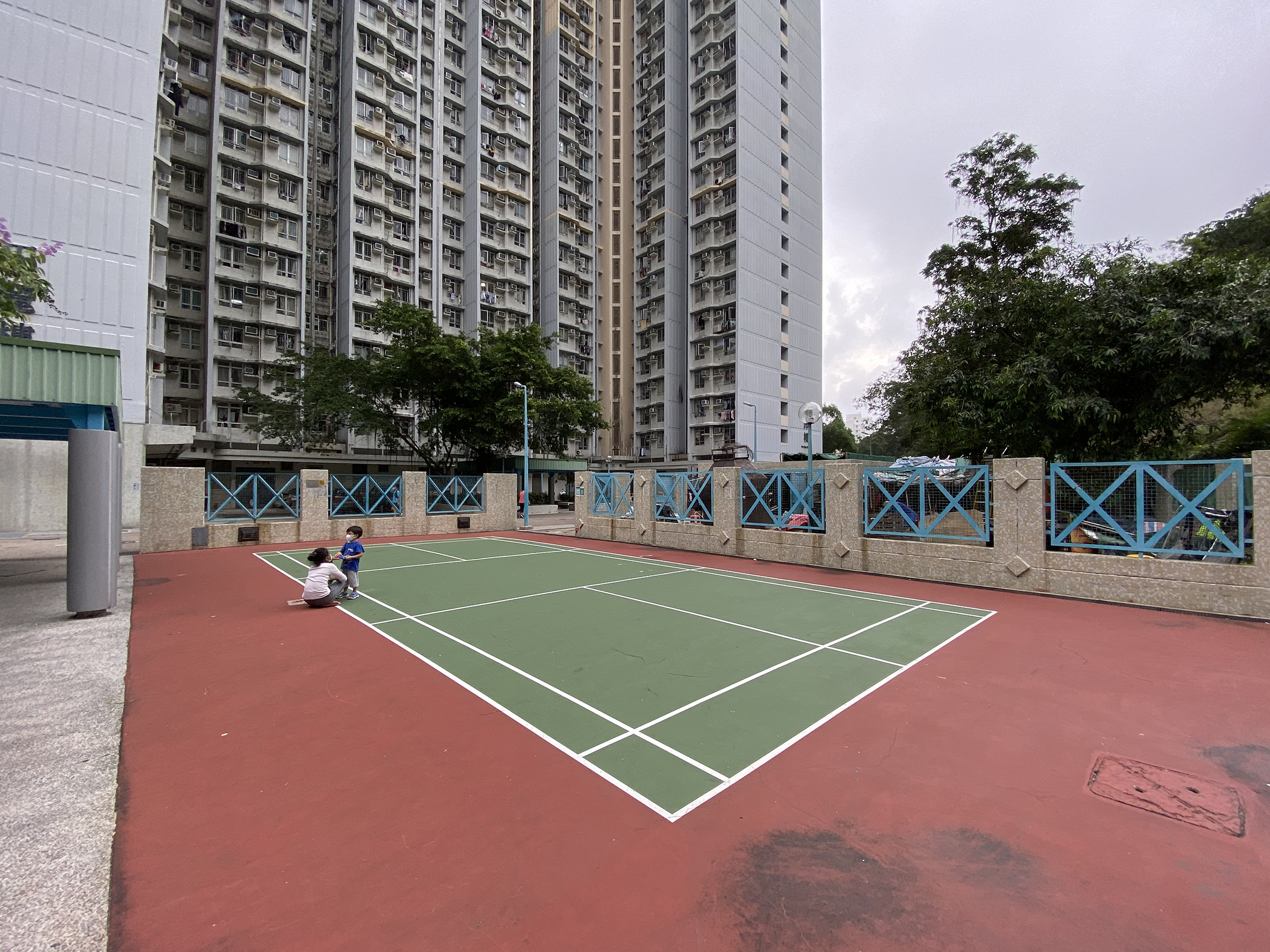
羽毛球場
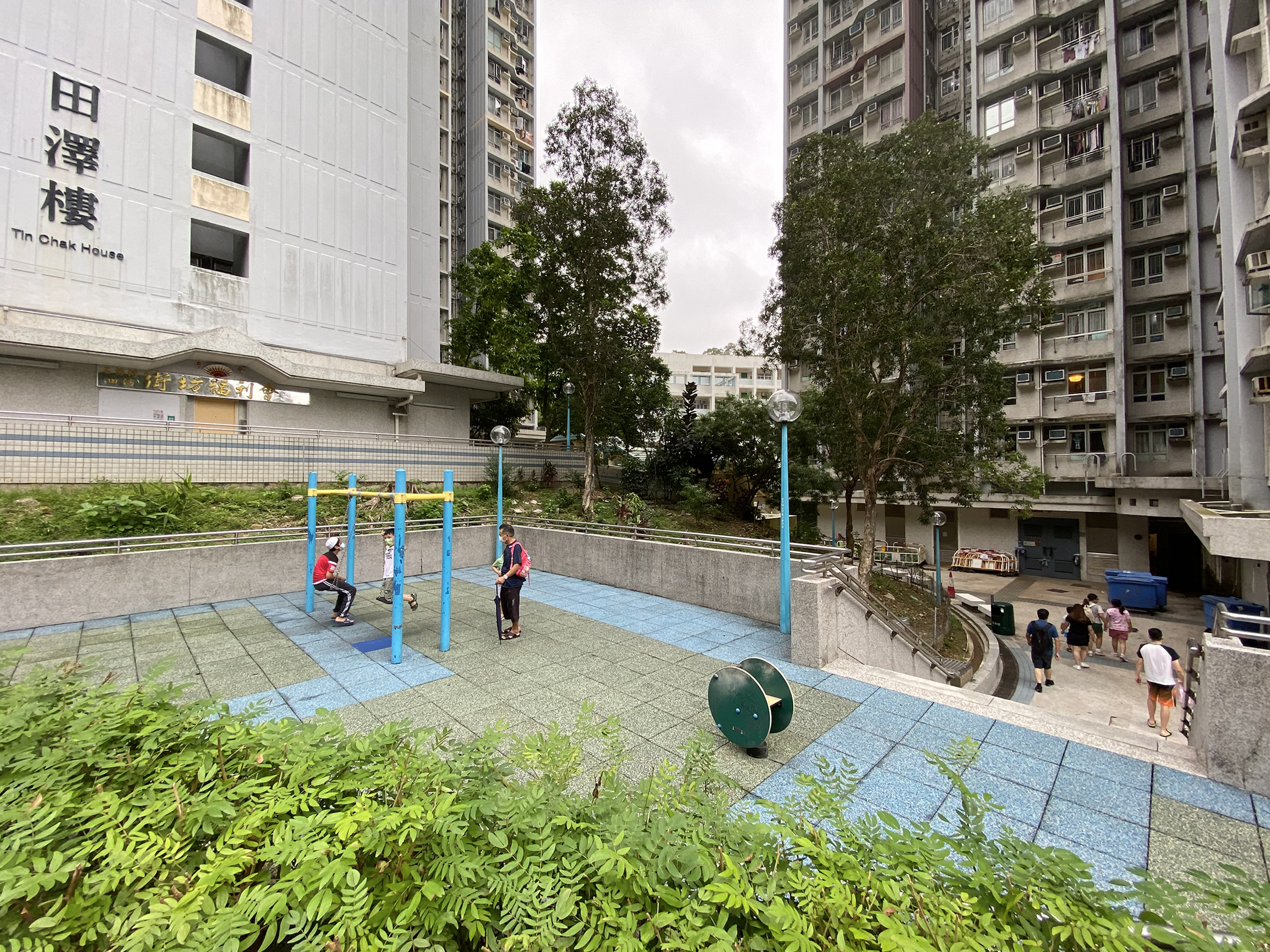
兒童遊樂場（2）
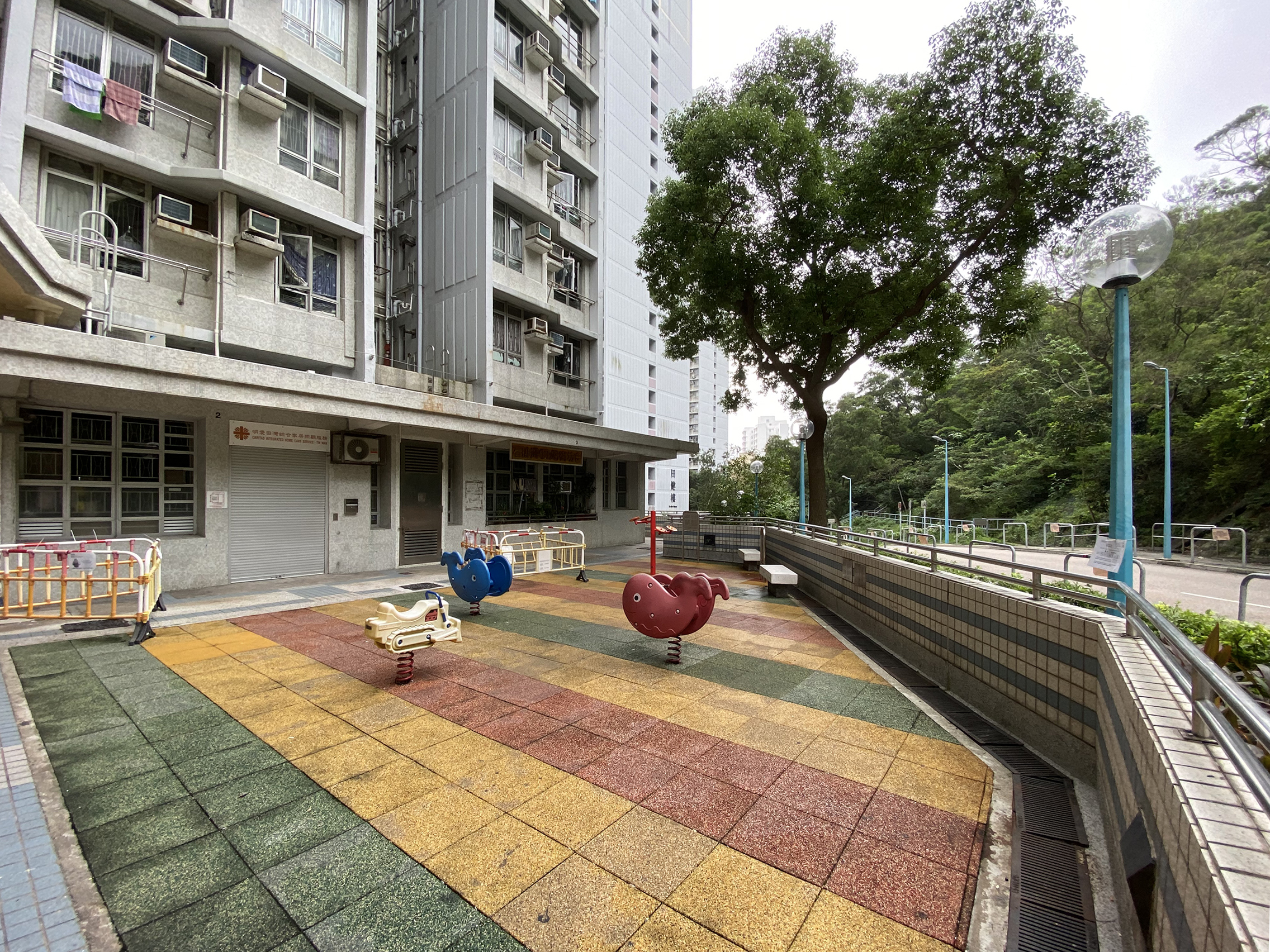
兒童遊樂場（3）
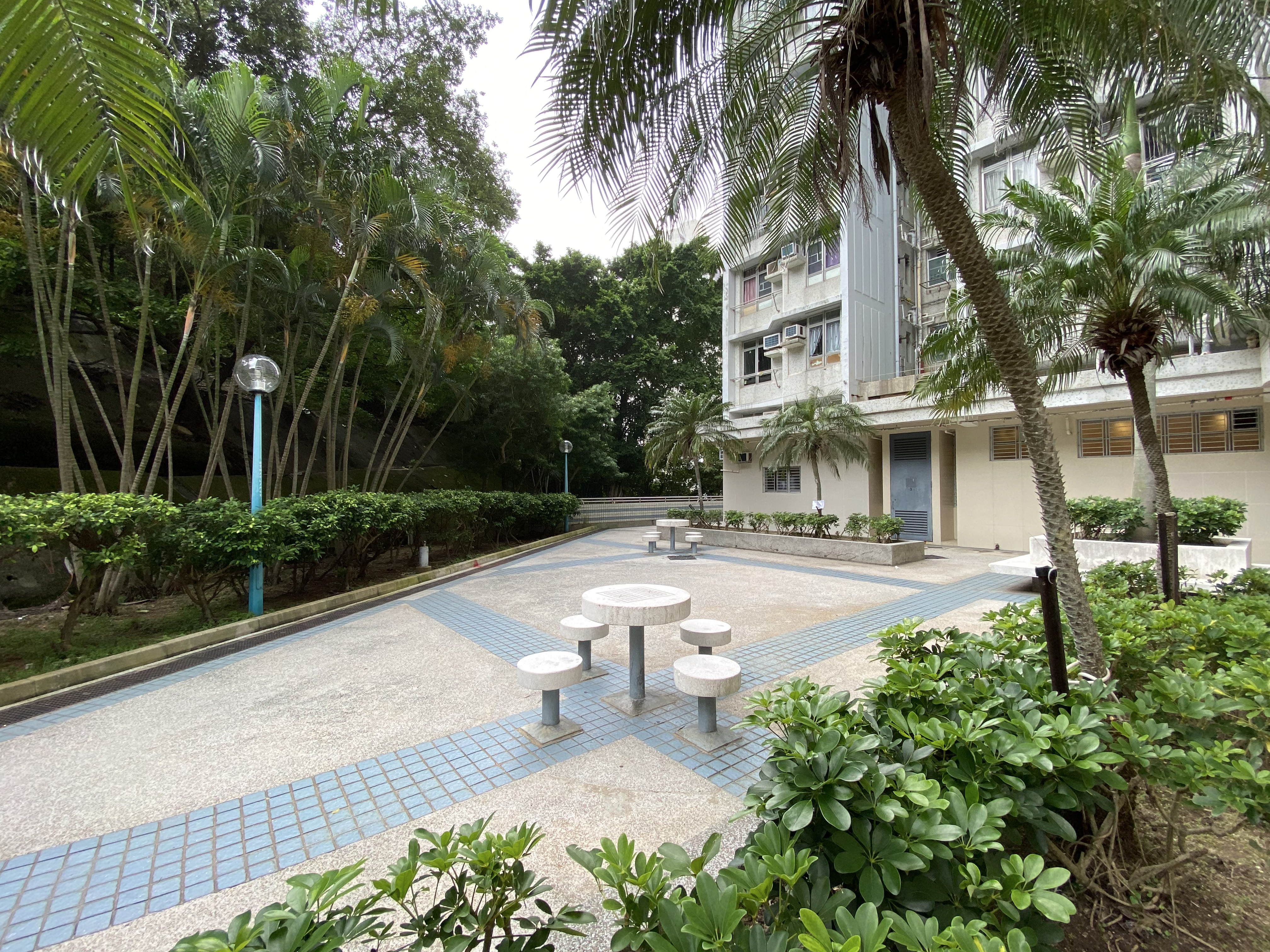
棋藝區
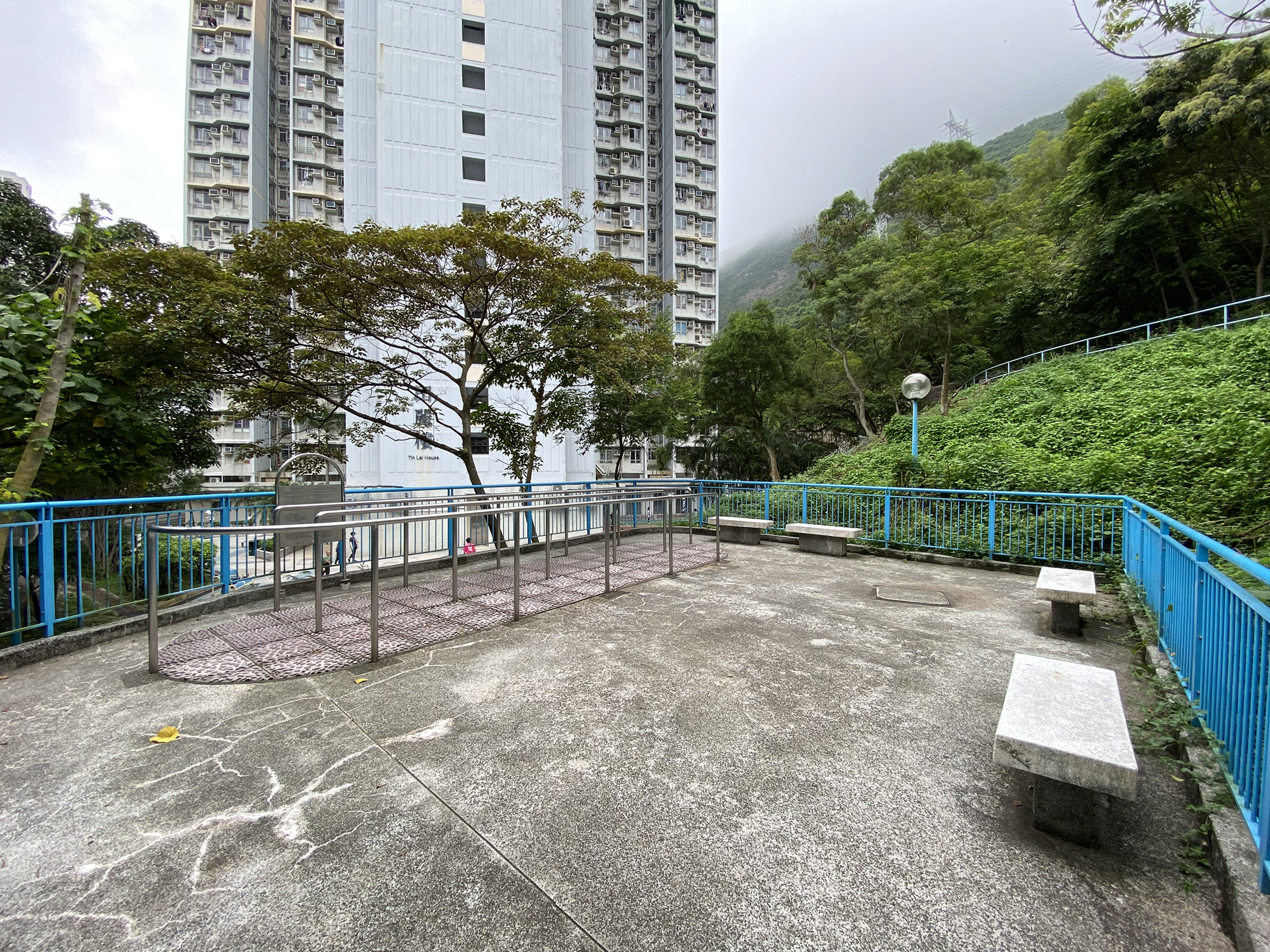
山上的卵石路步行徑
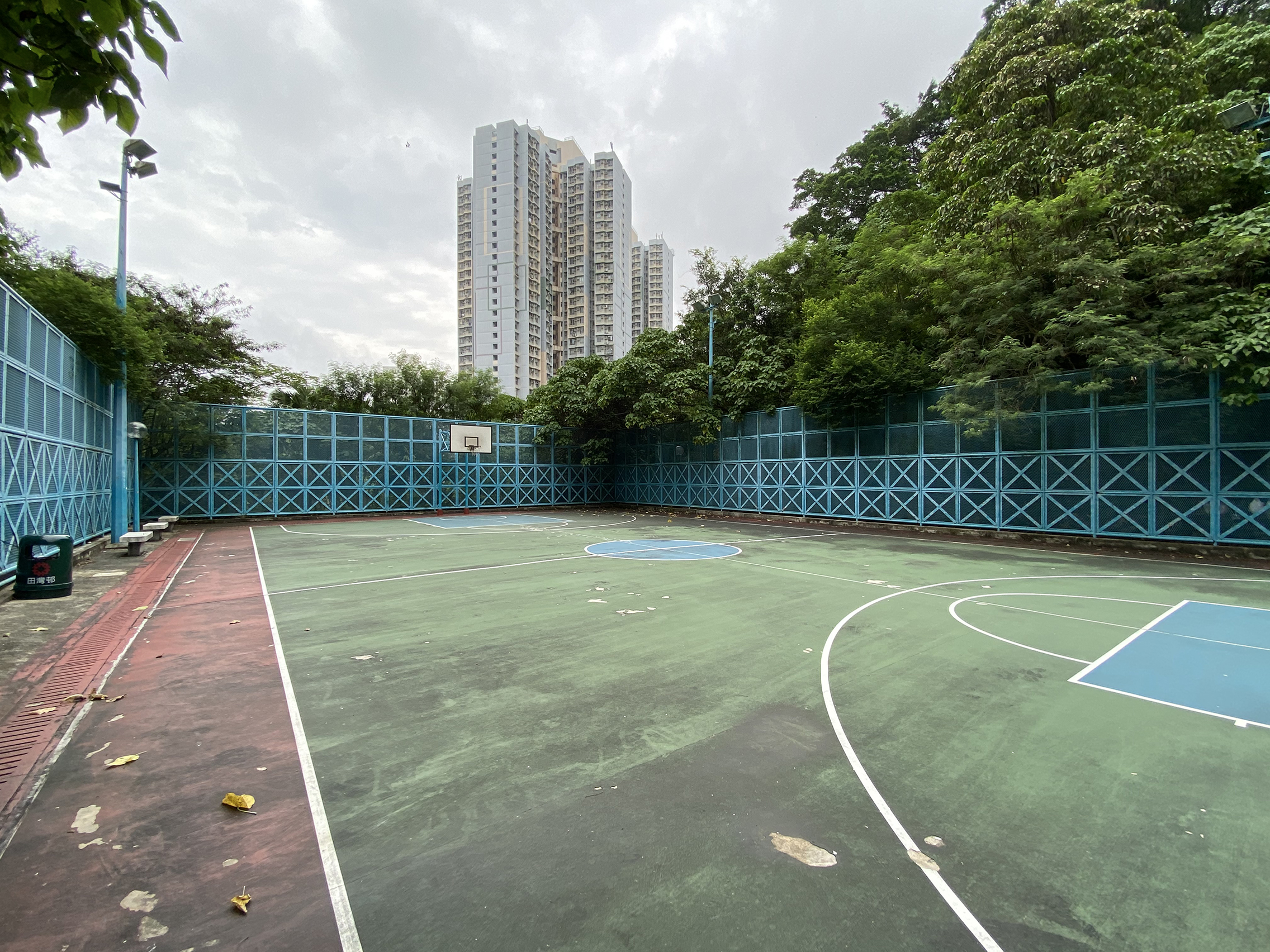
山上的籃球場
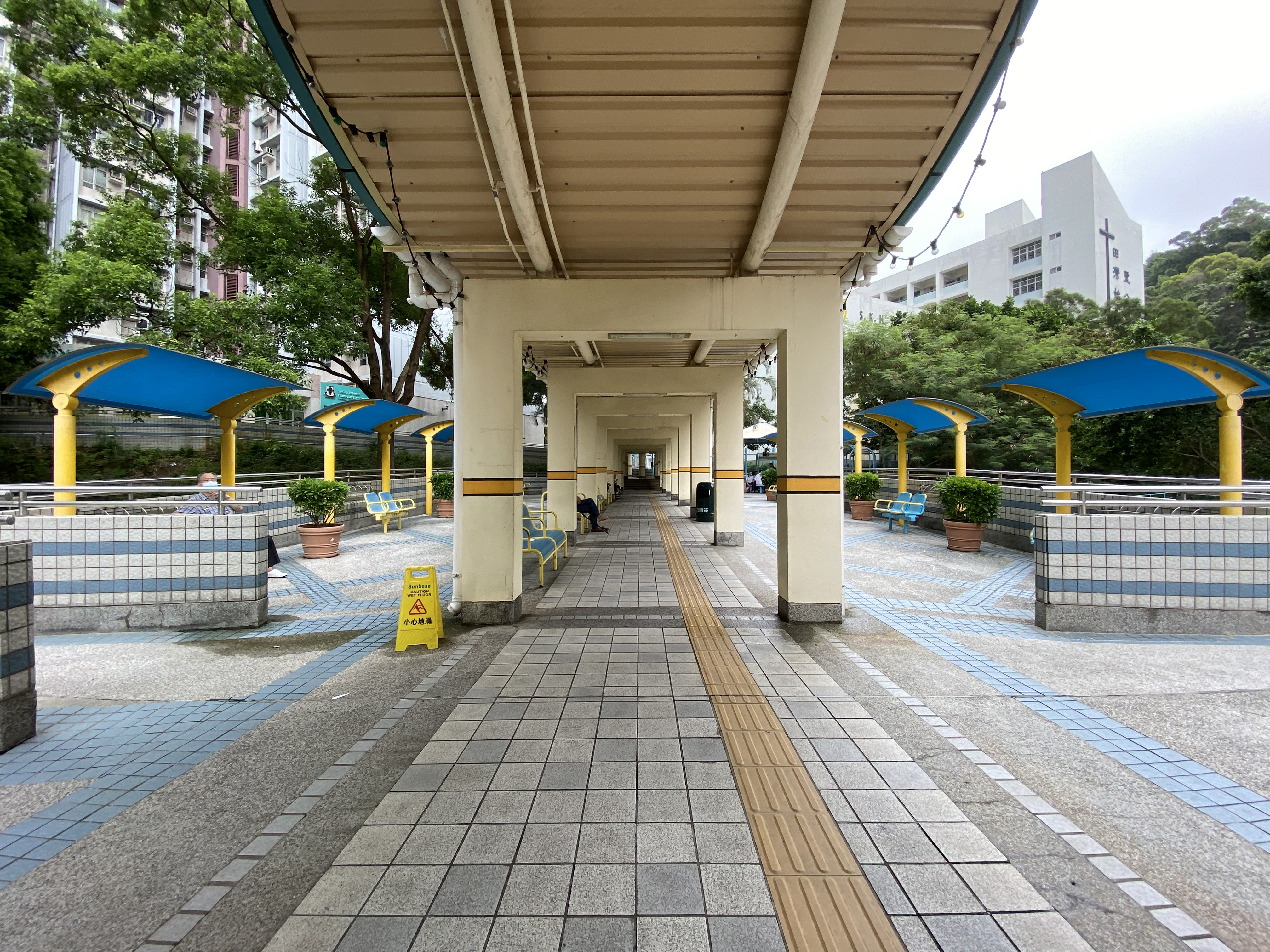
有蓋行人通道
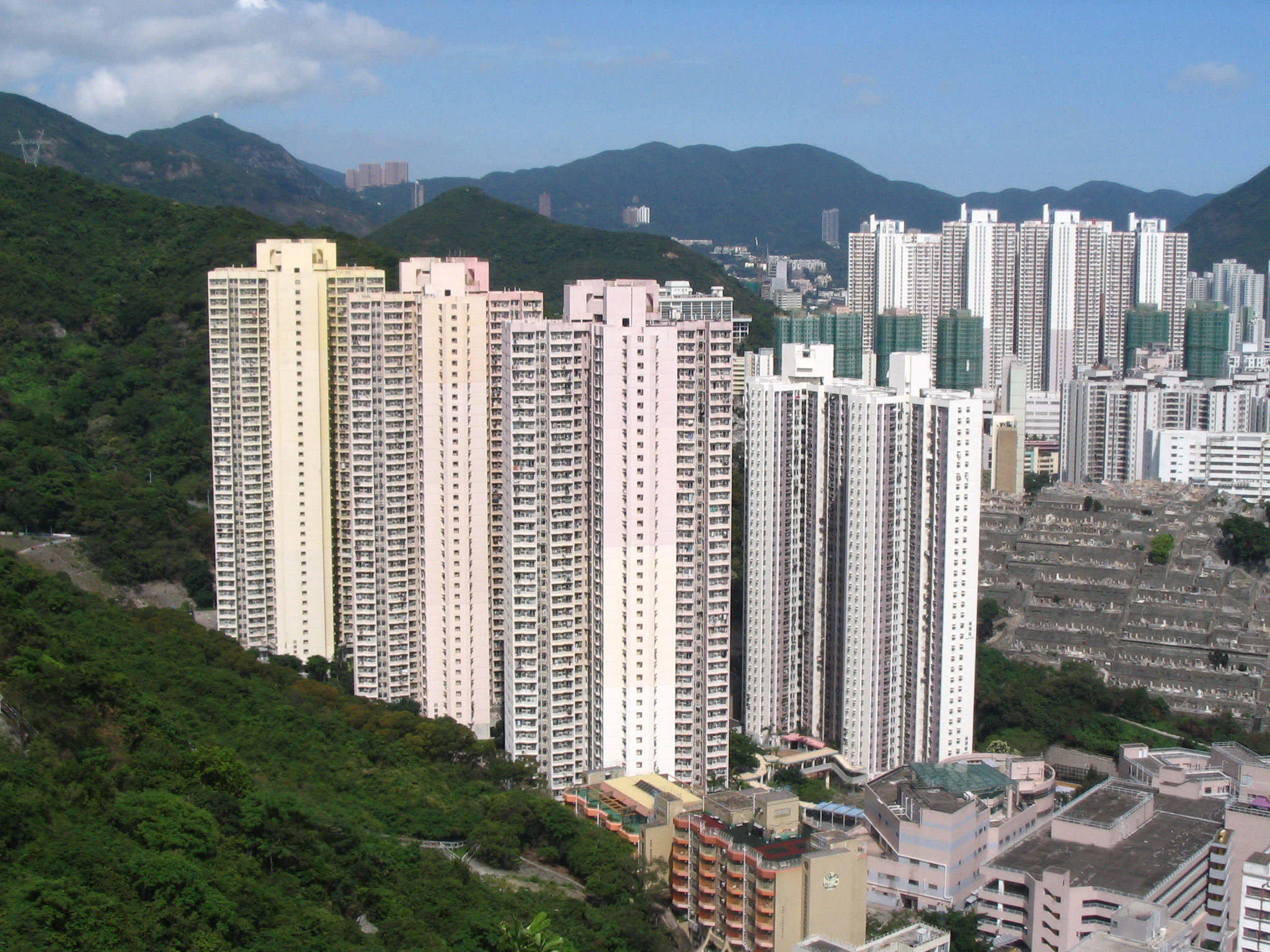
田灣邨其中三座，左起為田澤樓、田健樓和田康樓，以及鴻福苑
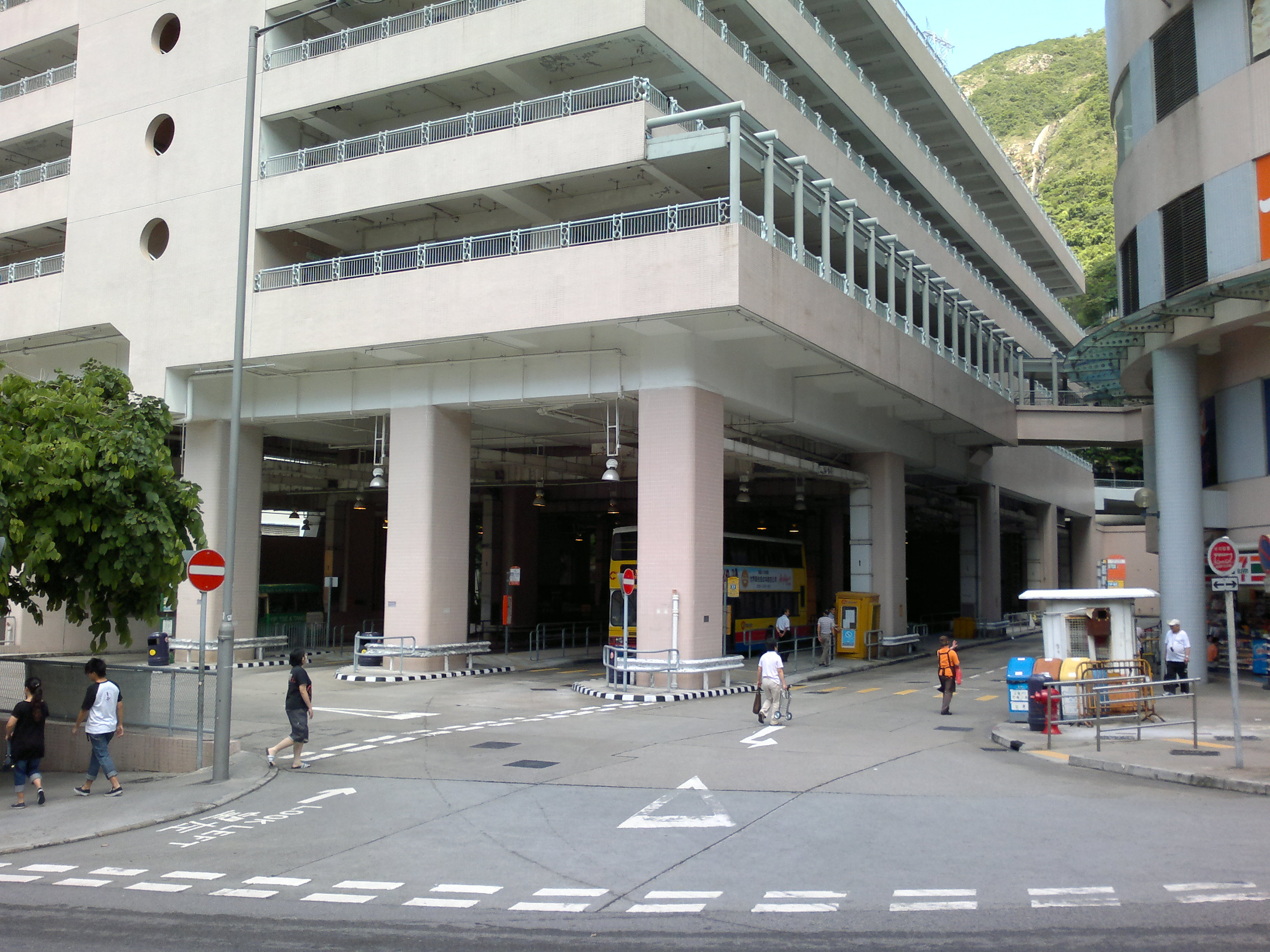
田灣巴士總站

## 商場

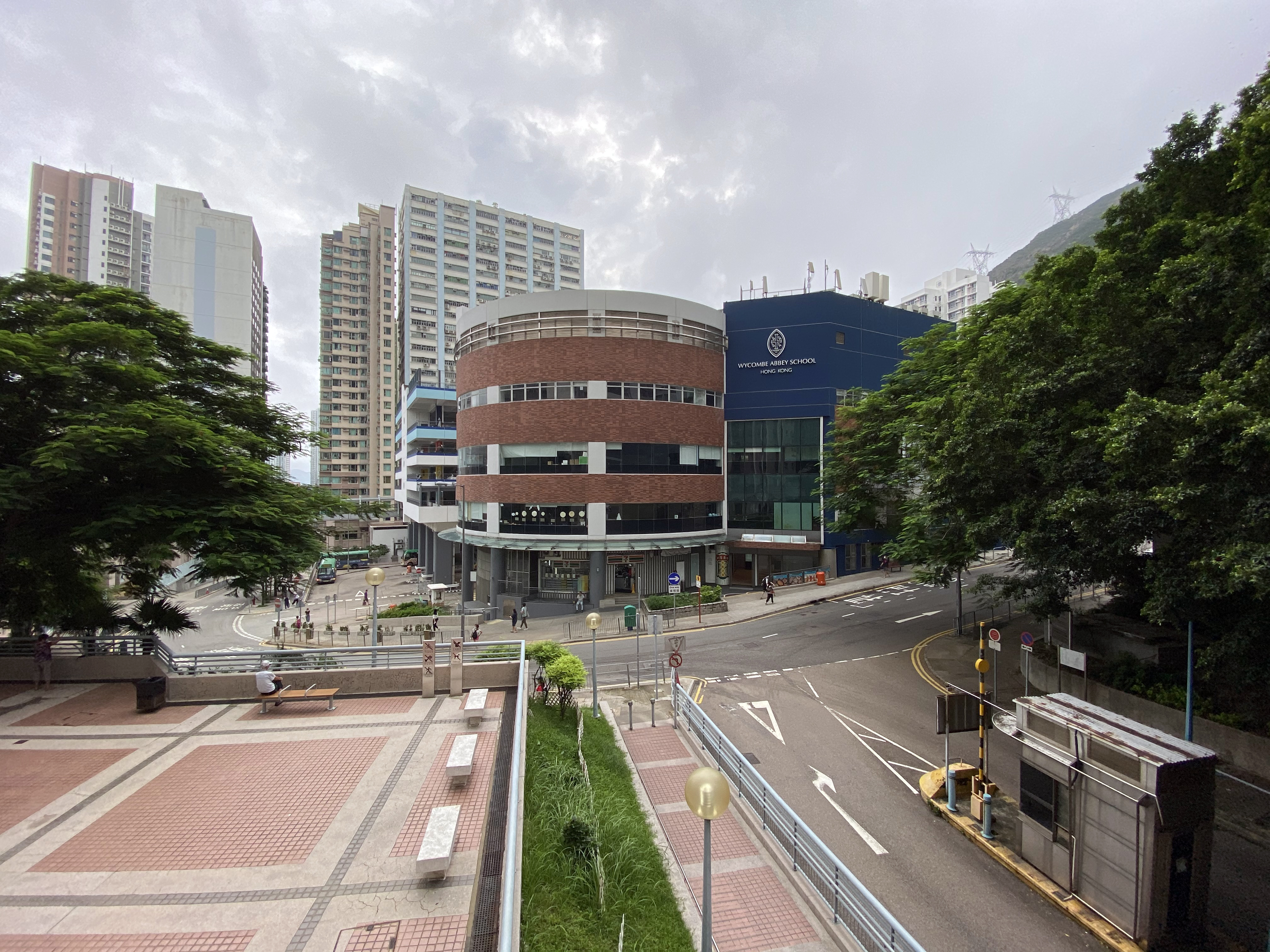
田灣商場外貌（2021年8月）

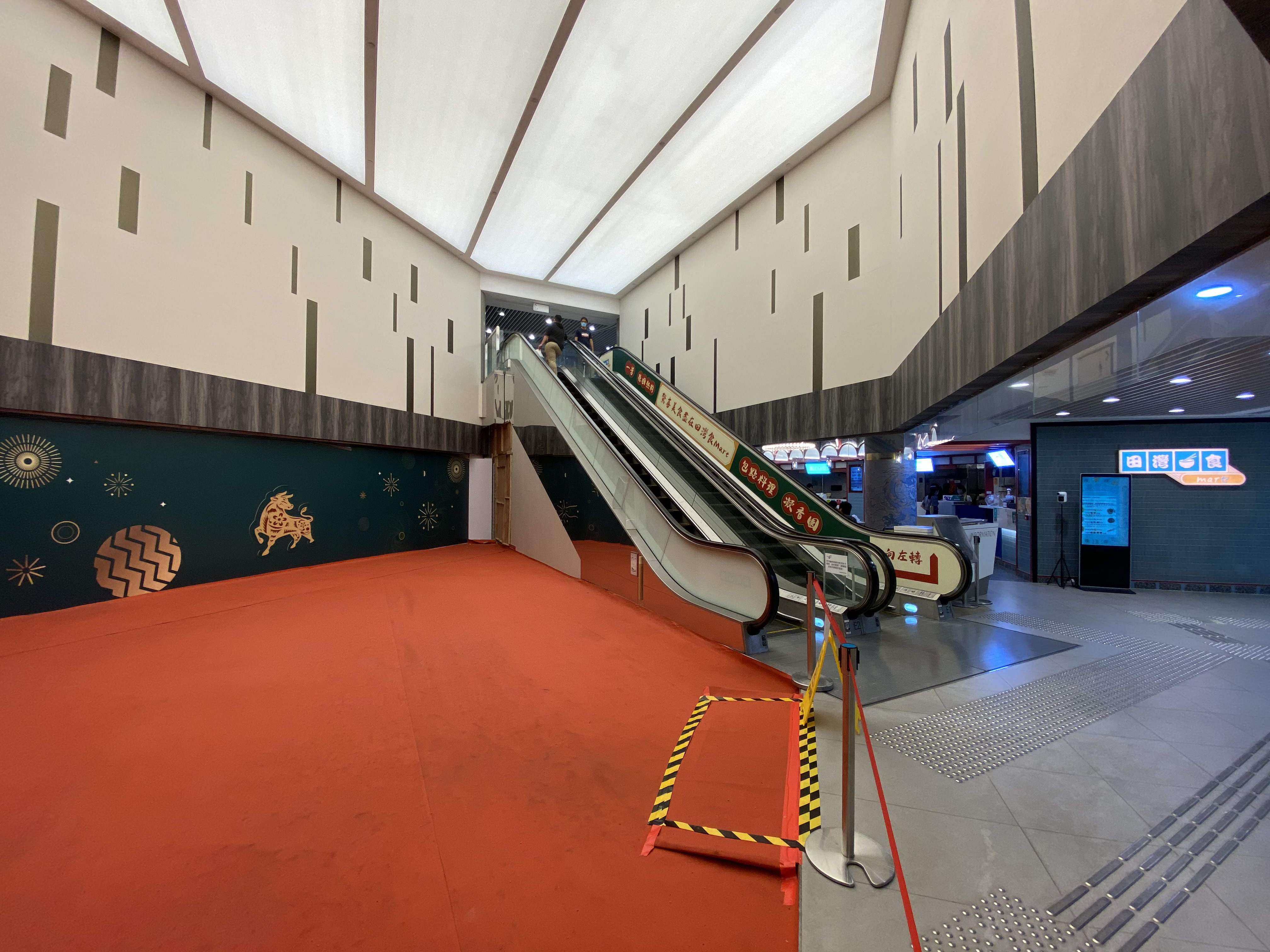
原有的中庭上方部份因被改為國際學校，翻新後已經被填平

邨內設有商場薈學坊（前稱田灣商場，門牌號碼位於田灣街17號），商場原樓高5層，面積達73,100呎。2016年翻新前地面設眼鏡店，其餘4個舖位空置；1樓為百佳超級市場、匯豐自動櫃員機、7-11便利店、補習學校和萬寧；2樓為大快活、新偶像電染專門店和凱施餅店。3樓設彩星酒家、嘉嘉餐廳和文記家庭用品店。同層設行人天橋連接田灣邨；4樓以醫務所為主，同層面積3,700呎的舖位為房署舊辦事處，到2013年起空置。而5樓為辦事處，沒有升降機直達。而商場有多個舖位空置。
2015年，業主領展將商場高價放售，新業主佛山順聯集團2016年將商場2樓至5樓租予香港威雅學校（Wycombe Abbey School），租期長達15年，工程期間商場僅餘2間商店（7-11便利店、萬寧個人護理用品店）及一部匯豐自動櫃員機繼續營業。流傳消息指校舍於2017年6月完成裝修，同年8月開學，校方更預料有十數部校巴接送學生，但事實上校方並未獲得任何批文，並未確定會開業。然而，香港眾志社區幹事黃之鋒批評事件「符合程序，但不合情理」，擔心田灣商場恐成屋邨商場變身學校、忽略民生需要的先例。
2017年4月，地政總署表示在田灣商場內設置校舍不違反地契，但校方提交的改建工程違反地契。
2018年2月12日，商場內連接1樓和3摟（往田灣邨天橋）的新升降機開始運行，開放時間為11:00 - 20:00。而商場改建後，只有地下和1樓有商店經營，而原有的中庭已經被填平，扶手電梯亦只保留往地下和1樓部份。到2021年中仍然有多個舖位空置。2020年12月13日，商場地下佔地約1,600平方呎的美食廣場「田灣食 mart」開幕，以老香港及南區為設計主題，提供30個堂食座位，並引入4個美食品牌。包括一芳台灣果茶、包點料理、德國熱狗及凝香園，2023年8月31日結業。
百佳超級市場。
商場升降機及扶手電梯採用奧的斯製產品。

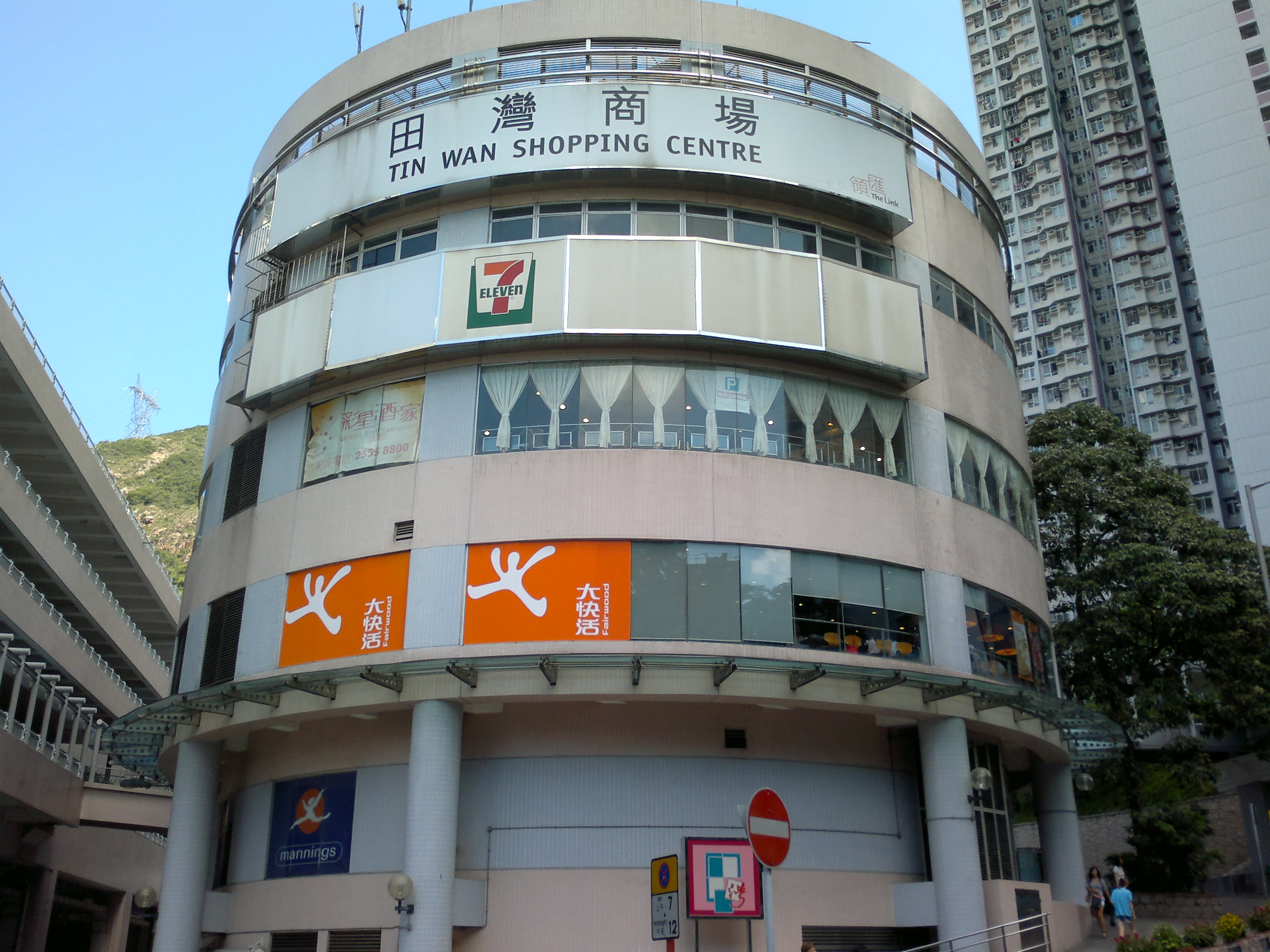
田灣商場（2011年7月）
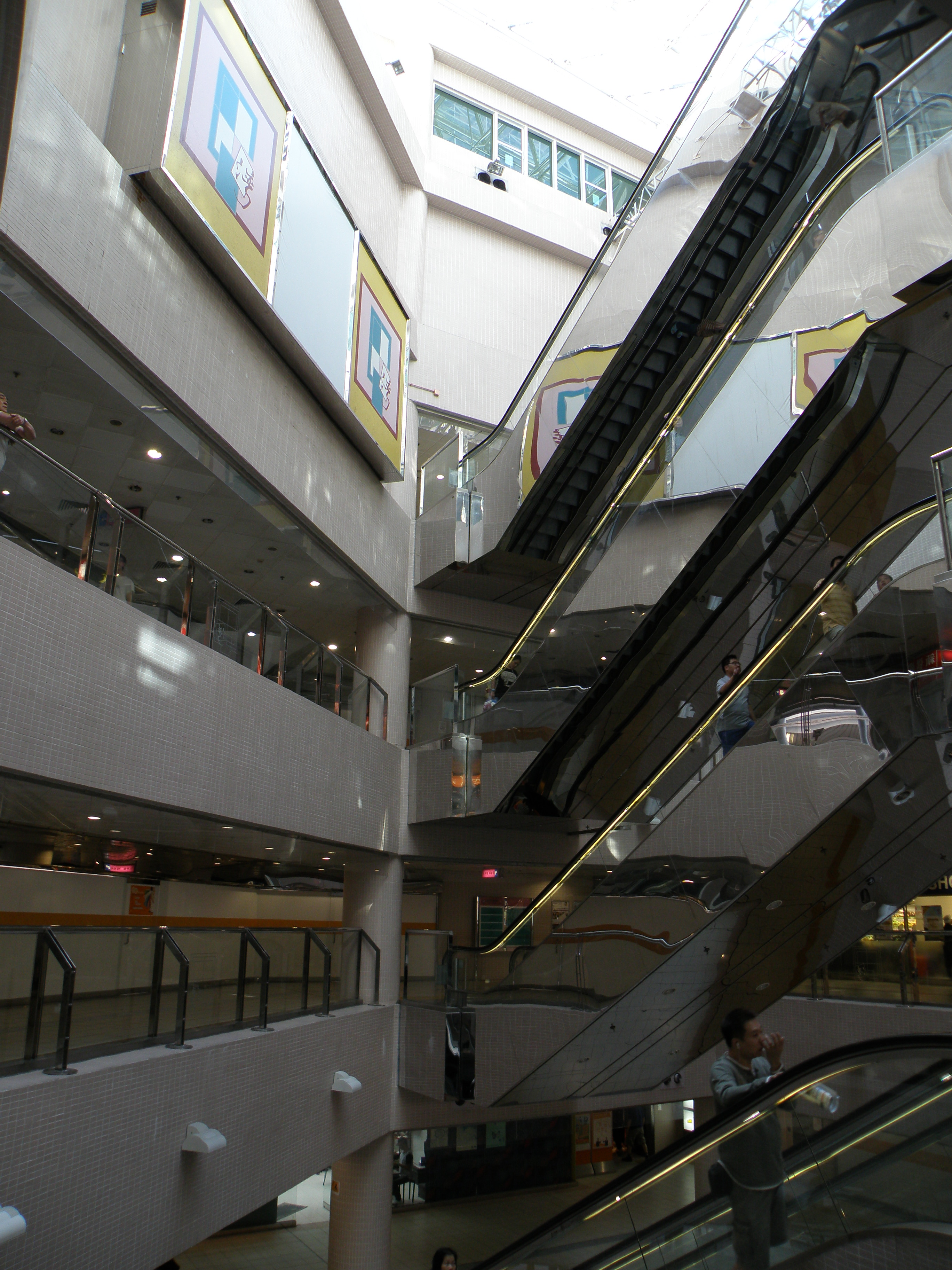
翻新前的田灣商場中庭（2014年10月）
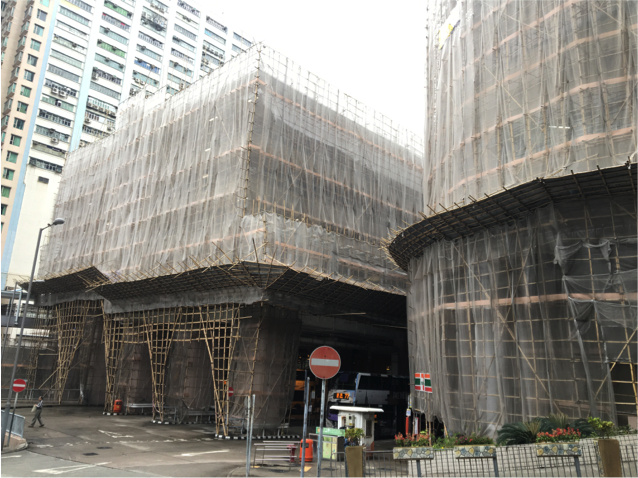
被圍封的田灣商場（2017年7月）
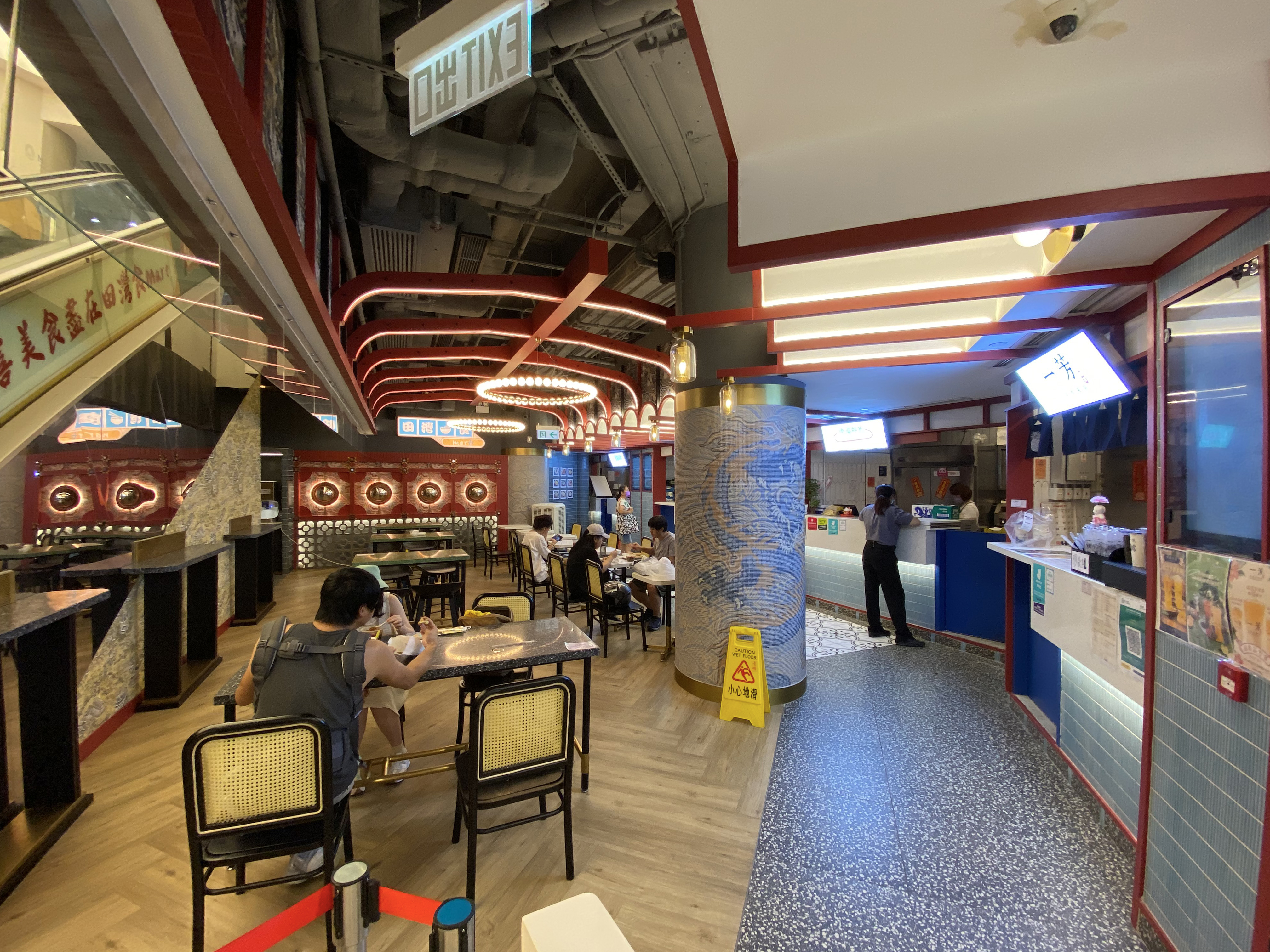
地下美食廣場「田灣食 mart」
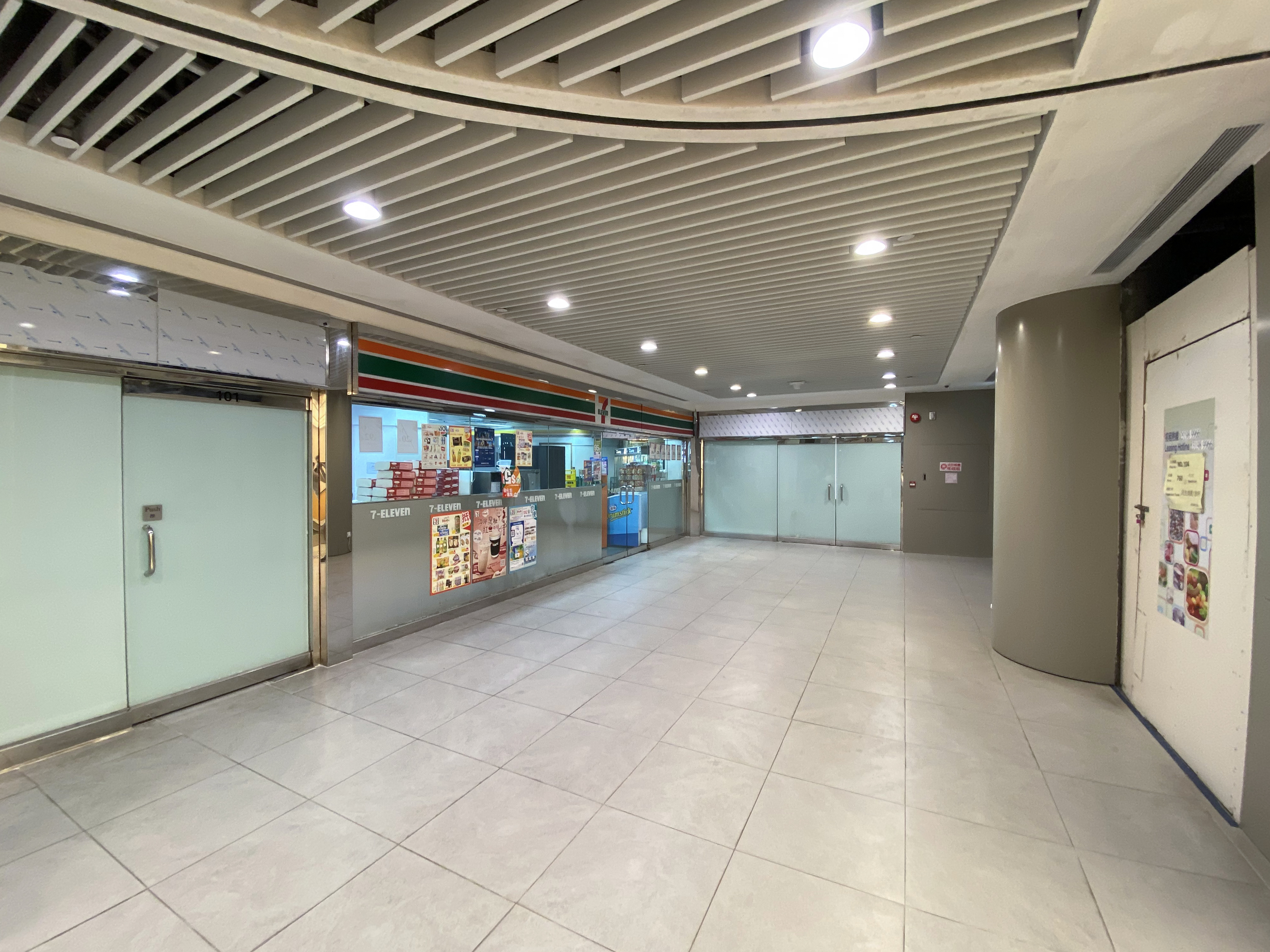
1樓場內只有7-11便利店繼續營業

### 停車場
田灣邨多層停車場位於商場薈學坊西南面，門牌號碼是田灣街15號。

## 教育及福利設施

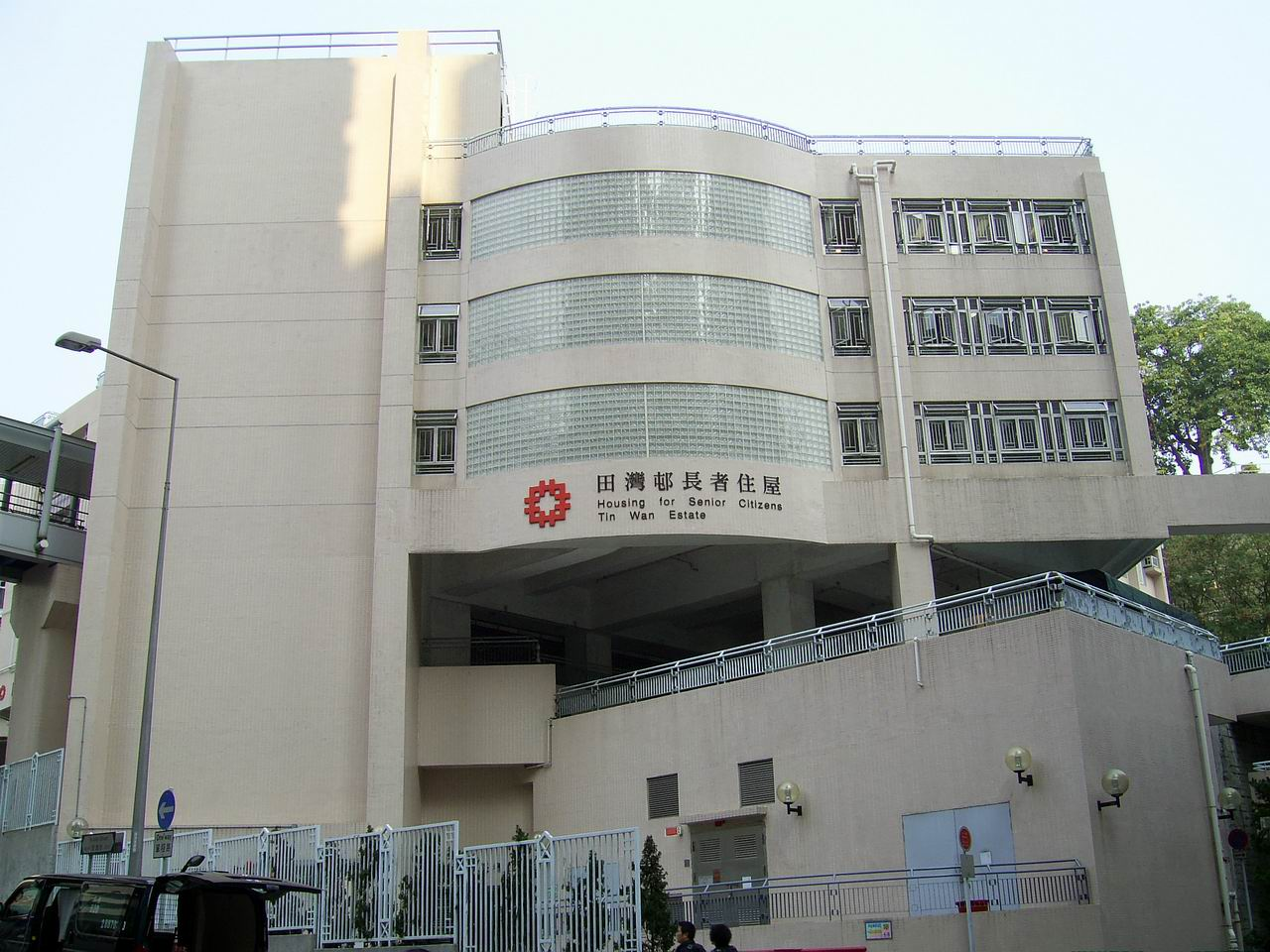
田灣邨長者住屋

### 幼稚園
- 東華三院田灣(一九九六至一九九七總理)幼稚園 （1998年創辦）（位於田健樓地下1-10室）
- 循道衛理田灣幼稚園 （1998年創辦）（位於田康樓地下1-10號）

### 小學
- 聖公會田灣始南小學（1957年創辦）
- 香港威雅學校（2019年）

#### 重建前天台小學
- 保良局甲辰小學，位於第1座
- 瑪大肋納嘉諾撒學校，位於第3座
- 聖公會始南小學，位於第10及11座，1982年遷至置富花園，1998年再分拆上午校回到重建後原邨
- 香港仔街坊福利會方樹泉小學，位於第12座

### 國際學校
- 香港諾德安達國際學校（Nord Anglia International School Hong Kong）（2015年創辦）

### 長者鄰舍中心
- 明愛香港仔長者中心（位於田澤樓6-10號地下）

### 護理安老院舍
- 耆康會關泉護理安老院（位於田灣街60號）
- 耆康會白普理護理安老院（位於田灣街62號）

### 綜合家居照顧服務
- 明愛田灣綜合家居照顧服務（位於田澤樓1,2-5號地下）

## 著名居民
- 李炳文：香港男歌手。
- 林嶺東：已故香港導演、演員，早年於重建前田灣邨第10座生活。
- 夏文汐：香港女演員，曾居於重建前田灣邨第5座
- 單桂枝：參選1986年亞洲小姐，亞視藝員，曾居於重建前田灣邨第1座
- 顧紀筠：前香港女藝人，曾居於重建前田灣邨第3座
- 蘇凌峰：前香港新聞主播，曾居於重建前田灣邨第5座
- 麥天富：前香港足球運動員，曾居於重建前田灣邨第3座

## 事件

### 2019冠狀病毒病香港疫情
政府在2022年6月1日晚上6時30分起把田灣新街鴻福苑鴻麗閣(不包括鴻澤閣)設為「受限區域」，居民需在當晚午夜11時前起接受檢測，目標在翌日早上8時完成。
政府在2022年6月10日晚上6時起把田灣新街鴻福苑鴻澤閣(不包括鴻麗閣)設為「受限區域」，居民需在當晚午夜11時前起接受檢測，目標在翌日早上10時完成。

### 命案
2023年7月4日下午5時許，田健樓一單位發生命案。一名58歲男子報案指22歲繼子居住的單位內傳出陣陣異味，警員進入單位查看後發現他倒斃在大門附近，雙手及雙腳懷疑被尼龍繩纏繞，經檢查後證實他當場死亡。由於案件有可疑，警員隨即封鎖現場進行進一步調查，鑑證科人員及法醫其後到場搜證及驗屍。警方在現場檢走一批證物，包括兩袋炭，現場沒有檢獲遺書，案件列作「屍體發現」。